# ザイツェフ (小惑星)
ザイツェフ (6075 Zajtsev) は、小惑星帯に位置する小惑星である。ニコライ・チェルヌイフがクリミア天体物理天文台で発見した。
地球近傍天体捜索や地球外知的生命体探査のための電波受信装置を研究したソ連・ロシアの電波天文学者・無線技師、アレクサンドル・レオニドヴィッチ・ザイツェフに因んで名付けられた。